# إل كارمين (محطة مترو أنفاق مدريد)
إل كارمين (بالإسبانية: El Carmen)‏ هي محطة مترو أنفاق في مدريد في إسبانيا، تقع على الخط رقم 5.